# Eberhard von Friaul

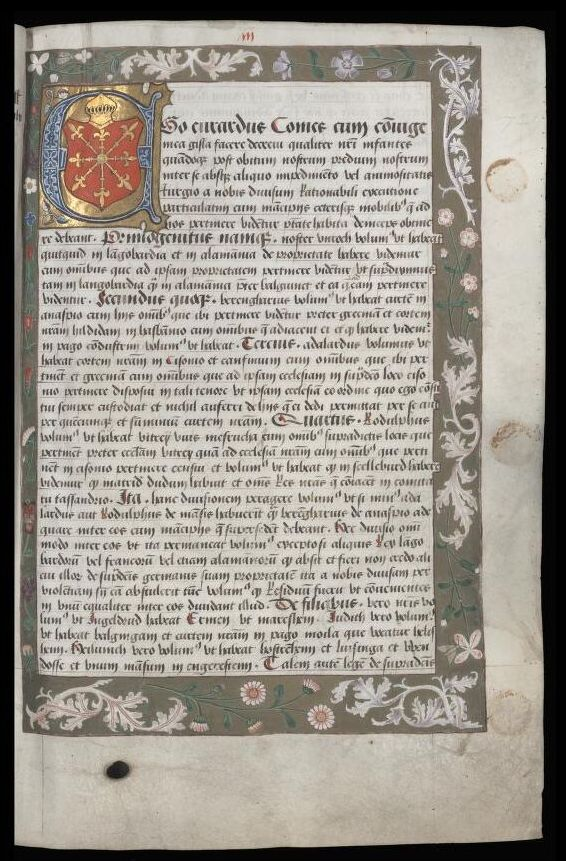
Älteste Abschrift (1518) des Testaments

Eberhard (* 810; † 16. Dezember 866 in Italien) aus dem Geschlecht der Unruochinger war von 828 bis zu seinem Tod Markgraf von Friaul. Kaiser Ludwig der Fromme ernannte ihn zum Nachfolger des auf der Reichsversammlung in Aachen im Februar 828 abgesetzten Markgrafen Balderich von Friaul, dem Versagen bei der Abwehr des verheerenden Einfalls Omurtags und seiner Bulgaren in Pannonien im Sommer 827 vorgeworfen wurde. Allerdings wurde Balderichs große Mark gleichzeitig in vier Grafschaften aufgeteilt: Friaul mit Istrien, Karantanien, Krain mit Liburnien (fränkisches Kroatien), und Savien.
Eberhard war ein Sohn von Unruoch II., Graf von Ternois. Er heiratete um 836 Gisela (* Ende 819/822; † nach 1. Juli 874), Tochter Ludwigs des Frommen aus dessen zweiter Ehe mit der Welfin Judith. Eberhard war hochgebildet und war mit Hrabanus Maurus, Hinkmar von Reims und Hartgar von Lüttich befreundet. Er gründete die Abtei Cysoing bei Lille, in der er und seine Frau auch beerdigt wurden.

## Nachkommen
Eberhard und Gisela hatten fünf Söhne und fünf Töchter. Einer der Söhne, Berengar, wurde später König von Italien und Kaiser des Römischen Reiches.
- Eberhard (* wohl 837; † vor 20. Juni 840)
- Ingeltrud (* 837/840; † nach 2. April 870)
- Unruoch III. (* wohl 840; † 874 nach 1. Juli), 866 Markgraf von Friaul, ⚭ Ava, Tochter des Herzogs Liutfried
- Berengar I. (* wohl 840/845; † 924), 874 Markgraf von Friaul, 888 König von Italien, 915 römischer Kaiser, ⚭ I wohl 880/890 Bertila von Spoleto, († vor Dezember 915), Tochter des Herzogs Suppo II., Graf von Camerino, ⚭ II vor Dezember 915 Anna († nach Mai 936)
- Adalhard († nach 1. Juli 874), Abt von Cysoing
- Rudolf († 1. Mai 892) Graf, nach 874 Abt von Cysoing und Saint-Vaast
- Alpais († jung) begraben in der Abtei Cysoing
- Heilwig († nach 895), ⚭ I wohl vor 874 Hucbald – wohl Hucbald von Dillingen – († nach 890) Graf von Ostrevant, ⚭ II nach 890 Roger I. († 926), Graf von Laon
- Gisela († April 863), Geistliche in San Salvatore in Brescia
- Judith († 863/881), ⚭ Konrad II., Markgraf von Burgund († 881)